# سیروس فروغ
سیروس (علی) فروغ موسیقی‌دان و نوازنده ویلن اهل ایران است.
وی فرزند مهدی فروغ، پژوهشگر، مؤلف، نمایشنامه‌نویس و نویسنده‌ای که آکادمی هنرهای نمایشی را در تهران تأسیس کرد و فخری دولت‌آبادی، یکی از زنان پیشگام در نوازندگی و آموزش موسیقی کلاسیک غربی است.
مادرش دختر یحیی دولت‌آبادی مشروطه خواه برجسته نماینده مجلس چهارم و یکی از پایه‌گذاران انجمن معارف و مدرسهٔ مدرن در ایران است.

## فعالیت موسیقی
سیروس فروغ در سن ۵ سالگی یادگیری ویولون را با مادرش که فارغ‌التحصیل هنرستان رویال بروکسل بود آغاز کرد و در ۹ سالگی، کم سن و سال‌ترین پذیرفته شدهٔ هنرستان موسیقی رویال بروکسل و شاگرد آرتور گرومیو بود. او بعدها تحت تعلیم داوید اویستراخ در هنرستان موسکو قرار گرفت.
پس از مرگ اویستراخ، فروغ برای تحصیل با جوزف جینگولد به دانشگاه ایندیانای ایالات متحده رفت و به عنوان دستیار جینگولد خدمت کرد.
سیروس به عنوان رسیتال و تکنواز با ارکسترهای بین‌المللی پدیدار شد. او استاد ویولن و موسیقی سالونی دانشگاه کارنگی ملون پیتسبرگ پنسیلوانیا است.
وی در آسیا و آمریکای جنوبی در کنسرت‌هایی اجرا و کلاس‌هایی آموزشی برگزار کرده‌است و همچنین در مؤسسه ی موسیقی کلیولند، شاتو دِ چمپس در پاریس، آکادمی استرینگ دانشگاه موسیقی ایندیانا، مدرسهٔ گلن گولد هنرستان موسیقی رویال تورنتو کلاس‌های آموزشی را رهبری کرده‌است.

## جوایز و افتخارات
سیروس فروغ برندهٔ جایزه‌ای از رقابت بین‌المللی چایکوفسکی و اولین برندهٔ جایزهٔ رقابت سمفونی ویالون میلواکی است. او همچنین در رقابت بین‌المللی مونیخ به مرحلهٔ نهایی راه یافت.
فروغ، که به همراه همسر پیانیستش، کارولین مک کرکن، برندهٔ رقابت ملی دو نفرهٔ ویولن/پیانوی آژانس اطلاعات ایالات متحده شده بود، نمایندهٔ ایالات متحده به عنوان یک سفیر هنری تحت حمایت وزارت امور خارجهٔ آمریکا شد.